# Station Souillac
Station Souillac is een spoorwegstation in de gemeente Souillac in het Franse departement Lot.